# Hohe Geige
Hohe Geige är ett berg i Österrike. Det ligger i distriktet Imst och förbundslandet Tyrolen, i den västra delen av landet. Toppen på Hohe Geige är 3 393 meter över havet, eller 477 meter över den omgivande terrängen.
Hohe Geige är den högsta toppen i Geigenkamm.
Trakten runt Hohe Geige består i huvudsak av kala bergstoppar och isformationer.